# AXN Sci-Fi
AXN Sci-Fi — у минулому кабельний телевізійний канал, що входив до мережі «Sony Pictures Television International» (SPTI), підрозділу голлівудської студії «Sony Pictures Entertainment». Телеканал спеціалізувався на показі фантастичних телесеріалів та фільмів. Канал проіснував з 1 травня 2006 по 1 жовтня 2013 року, коли його замінили «AXN Black» (CEE регіон), «Sony Sci-Fi Росія» та «AXN Sci-Fi Італія».
У 2009 році став першим іноземним телеканалом, що почав часткове озвучення свого контенту українською мовою. Проте у 2010 році канал припинив переклад контенту українською й наразі в Україні доступний лише канал «Sony Sci-Fi Russia» з двома звуковими доріжками: російською та англійською.

## Історія
«AXN Sci-Fi» було створено як доповнення до розважального телеканалу «AXN» для заповнення ніші науково-фантастичного контенту. 
Російськомовна версія телеканалу «AXN Sci-Fi» вперше з'явилася у 2007 році й була доступна глядачам Росії та країнах СНД. «AXN Sci-Fi» став першим телеканалом «Sony Pictures Television International» у Росії.

### Основні здобутки
- 1 травня 2006 — запуск телеканалу.
- жовтень 2007 — початок трансляції у Чехії та Словаччині.
- грудень 2007 — початок трансляції в Росії.
- грудень 2007 — початок трансляції в Україні російськомовної версії «AXN Sci-Fi» створеної для Росії.[1]
- 2009 — початок трансляції в Україні частково україномовної версії «AXN Sci-Fi»[2]. Але вже наприкінці 2010 року україномовну доріжку прибрали з «AXN Sci-Fi».
- квітень-жовтень 2013 — компанія Sony Pictures Television Networks проводить ребрендінг телеканал «AXN Sci-Fi»: у CEE регіоні канал стає «AXN Black», у Росії канал стає «Sony Sci-Fi Russia»,[3] і лише у Італії канал продовжує зватися «AXN Sci-Fi Italy».

### Версія телеканалу AXN Sci-Fi (РФ та Україна)
Телеканал «AXN Sci-Fi» розпочали мовлення для Росії у 2007 році та України у 2009 році і став першим іноземним телеканалом, що почав часткове російське та українське закадрове озвучення свого контенту.
Російське та українське багатоголосе закадрове озвучення, зробленої двома країнами Росією та Україною, виробляла студія «Так Треба Продакшн» у Києві.
1 жовтня 2013 року телеканал припинив своє мовлення.